# Condado de Wetaskiwin n.º 10
El condado de Wetaskiwin n.º 10 es un distrito municipal canadiense situado en la provincia de Alberta.

## Superficie
Wetaskiwin n.º 10 tiene una superficie de 3121,98 km².

## Demografía
En 2021, tenía 11 212 habitantes, una densidad poblacional de 3,6 hab./km², y 5675 viviendas.